# 黒伏高原スノーパークジャングル・ジャングル
黒伏高原スノーパーク ジャングル・ジャングル（くろぶしこうげんスノーパーク ジャングル・ジャングル）は、山形県東根市にあるスキー場である。

## 概要
ジャングル・ジャングルは英語表記でjangle・jungleでありjangleは「にぎやかな」の意、jungleはそのまま「ジャングル」の意。地元では「ジャングル」の略称で呼ばれている。
東根市の中心街から20分ほど東、宮城県との県境である関山峠の北側、水無山の北斜面に位置する。仙台市からも1時間程度の距離にあるため同市からの客も多い。
ゲレンデは北向きで、正面に東北有数のロッククライミングの名所である黒伏山がそびえスキー場のシンボルとなっている。
標高は700m〜1,000m余りだが、月山を越えた季節風が吹き込む谷にあるため、県内のスキー場でも積雪量が多く、例年12月上旬から4月上旬までの営業となっており、雪が多い年には5月GWまで延長したこともある。雪質も良好である。
スキー場の雰囲気から若い客層が多いと思われがちだが、県内のスキー場では唯一小学生以下リフト無料となっており、家族連れの客も多い。

## 沿革
大平放牧場より
- 1996年 - 12月、東根市、当時の総合商社兼松、ゴールドウインなどが出資した第三セクター東根リゾート開発によりオープンした。
- 2005年 - 開業10シーズン目のオープン直前だった11月、スキー場への唯一の道路である県道で落石事故が発生、路面が大きく陥没し通行止めとなったため、このシーズンの休業を余儀なくされた。
- 2006年 - 9月、東根リゾート開発はスキー場の運営を委託していたホテル＆リゾートマネジメントの親会社、鈴木総本社（現：鈴木商会）が設立した新会社東根リゾートパークに施設、営業権を売却、営業を再開した。

## ゲレンデ
- E-1
- E-2
- W-1
- W-2
- W-3

## 設備
- クワッドリフト2本
- ペアリフト1本

## 施設
- スキーセンターであるジャングルプラザ内にレストラン、トイレ、ロッカー、スクール、レンタル、託児所、売店などがある。
- 駐車場（2009年度より全日無料）

## アクセス
- 鉄道
  - 山形新幹線・奥羽本線さくらんぼ東根駅からシャトルバス
  - 東北新幹線・東北本線仙台駅から直行バス

- 車
  - 東北中央自動車道東根ICから国道287号、県道経由で20km
  - 山形自動車道山形北ICから国道13号、国道48号経由で28km
  - 東北自動車道仙台宮城ICから国道48号経由で50km

※スキー場から東は御所山（船形山）への登山口となっている。